# 戈希專區
戈希專區是尼泊爾的十四個行政專區之一，位於該國東部，首府特兰，北面是西藏，東臨梅吉專區，南毗印度，西鄰薩加瑪塔專區，下分6個縣，面積9,669平方公里，2001年人口2,110,664。
27°10′N 87°25′E / 27.167°N 87.417°E